# Patrick Johnson (giocatore di football americano)
Patrick Johnson (Chattanooga, 10 gennaio 1998) è un giocatore di football americano statunitense che milita nel ruolo di defensive end per i Philadelphia Eagles della National Football League (NFL).

## Carriera

### Philadelphia Eagles
Johnson al college giocò a football all'Università Tulane. Fu scelto nel corso del settimo giro (234º assoluto) nel Draft NFL 2021 dai Philadelphia Eagles. Nella sua stagione da rookie disputò tutte le 17 partite, di cui 2 come titolare, mettendo a segno 15 tackle.

## Palmarès
- National Football Conference Championship: 1

Philadelphia Eagles: 2022